# 25 km Jeleznoï Dorogui Montchegorsk-Olenia
25 km Jeleznoï Dorogui Montchegorsk-Olenia (en russe : 25 км железной дороги Мончегорск-Оленья) est une localité de l'okroug municipal de Montchegorsk de l'oblast de Mourmansk, en Russie arctique. Sa population s'élevait à 255 habitants au recensement de 2010.

## Géographie
Le village de 25 km Jeleznoï Dorogui Montchegorsk-Olenia se situe dans l'oblast de Mourmansk, un oblast de la Laponie, en Russie arctique, et il fait partie du district fédéral du Nord-Ouest. Le village fait partie de l'okroug municipal de Montchegorsk une subdivision de l'oblast.  
25 km Jeleznoï Dorogui Montchegorsk-Olenia, comme tout l'oblast de Mourmansk, est située dans le fuseau horaire MSK (heure de Moscou). Le décalage horaire appliqué par rapport au temps universel coordonné est +03:00.

## Démographie
Recensements (*) et estimations de la population,:
| 2002 * | 2010* | - | - |
| ------ | ----- | - | - |
| 264    | 255   | - | - |

Concernant les ethnies, en 2002, sur les 264 habitants, il y avait 78 % de Russes.